# جائحة فيروس كورونا في صوماليلاند
توثق هذه المقالة آثار جائحة فيروس كورونا 2019-2020 في صوماليلاند، وقد لا تتضمن جميع الاستجابات والتدابير والإجراءات الرئيسية حتى الآن.

## خلفية
في 12 يناير 2020، أكدت منظمة الصحة العالمية عن ظهور فيروس كورونا المستجد كسبب للمرض التنفسي الذي أصاب مجموعة من الأشخاص في مدينة ووهان، مقاطعة خوبي، الصين، إذ أُبلغ عنهم إلى منظمة الصحة العالمية في 31 ديسمبر 2019. كانت نسبة الوفيات بين الحالات المُشخصة بكوفيد-19 أقل بكثير من جائحة فيروس سارس في عام 2003، لكن انتقال العدوى كان أكبر، والوفيات أيضًا.

## الجدول الزمني

### مارس
في 31 مارس، أعلن وزير الصحة في صوماليلاند أن الحكومة أكدت أول حالتين من الفيروس التاجي في صوماليلاند،  هذان الشخصان من بين المشتبه بهم الثلاثة الذين تم عزلهم من قبل وزارة الصحة وتم إرسال الحمض النووي الخاص بهم إلى الخارج للاختبار.

## الوقاية
أغلقت المدارس، وحظرت المناسبات والتجمعات الاجتماعية، وقيدت الرحلات الجوية والسفر. أصدرت الحكومة إرشادات سارية المفعول لمدة شهر واحد اعتبارًا من 19 مارس. حظر الدخول للرحلات الجوية وأشخاص من الصين وإيران وإيطاليا وفرنسا وكينيا والصومال وكوريا الجنوبية وإسبانيا. أمرت مؤسسات إنتاج القات بإغلاقها، وأصدرت توجيهات خاصة للمساجد.